# Sondage d'opinion
Pour les articles homonymes, voir Sondage.
 (avril 2022).
Un sondage d'opinion, ou une enquête d'opinion, est une application de la technique des sondages à une population humaine visant à déterminer les opinions probables via l'étude d'un échantillon confectionné par les entreprises de sondages.
Concernant les sondages d'opinion en France réalisés avant l’élection présidentielle, à l'historique désormais facilement traçables grâce à Internet, sont passées de 111 en 1981 à 293 en 2007 puis ont à nouveau triplé, apportant aux entreprises de sondages l'essentiel de leur notoriété et suscitant un débat sur leur fiabilité,,.

## Aspects méthodologiques

### Échantillonnage

#### Utilisation d'un échantillon
- Soit un sondage aléatoire de grandeur {\displaystyle n} et {\displaystyle {\hat {p}}} la proportion de personnes qui répondent « oui » à la question posée. Le théorème central limite dit que si {\displaystyle n} est grand alors {\displaystyle {\hat {p}}} suit approximativement une distribution normale avec moyenne {\displaystyle p} (la proportion dans la population) et écart-type {\displaystyle {\sqrt {\frac {p(1-p)}{n}}}}. L’intervalle de confiance à 95 % est {\displaystyle {\hat {p}}\pm 1.96{\sqrt {\frac {p(1-p)}{n}}}}. Par prudence, prenons la valeur {\displaystyle \quad p=0.5} qui donne l’écart-type le plus grand. L’intervalle de confiance devient {\displaystyle \quad {\hat {p}}\pm {\frac {0.98}{\sqrt {n}}}}. Si {\displaystyle n=1024} on obtient {\displaystyle {\hat {p}}\pm 0.03}. La marge d'erreur est plus ou moins 3 points de pourcentage[5].

Soit {\displaystyle e} l’erreur d’estimation, c’est-à-dire la différence entre {\displaystyle p} et {\displaystyle {\hat {p}}}. Pour une erreur donnée la grandeur nécessaire de l’échantillon est {\displaystyle n={\frac {0.9604}{e^{2}}}}.
- Le sondage stratifié -qui consiste à diviser la population en plusieurs groupes et à prendre un échantillon dans chaque groupe- est préférable à un sondage aléatoire simple car l’écart-type est plus petit.
- Un sondage selon la méthode des quota n’est pas basé sur la théorie statistique et ne permet pas de calculer la probabilité d’une certaine marge d’erreur. Cette méthode postule une corrélation entre certains caractères de la population. Les caractères retenus pour former l’échantillon sont souvent le sexe, l’âge, la profession et la région. La proportion de ces variables dans la population donne des quotas qu’on applique à l’échantillon. On suppose que l’opinion de la population est corrélée avec ces variables dites de contrôle.

Un sondage selon la méthode des quotas peut donner de meilleurs résultats que ceux d’un sondage aléatoire. Entre 1970 et 1979 la moyenne des erreurs lors des élections anglaises a été de 3 points de pourcentage pour la méthode des quotas contre 6.3 points pour les sondages aléatoires.
Un échantillon biaisé donnera un résultat mauvais même s’il contient plusieurs millions de personnes. L’exemple le plus fameux est celui du sondage du Literary Digest en 1936.

#### Erreur d'échantillonnage
En statistiques, le calcul d'erreur suppose un échantillonnage au hasard. Or, les sondages se font en général en considérant un panel dit représentatif. Ceci rend plus complexe le calcul d'erreur.
Dans le cas des sondages politiques, Jérôme Sainte-Marie, directeur de BVA Opinion, estime qu'ils accusent une erreur de 2 ou 3 % voire peuvent dépasser 6 %, comme les sondages relatifs à des élections primaires en France en raison de la méthodologie et du faible nombre ou d'échantillons d'individus sondés. Les sondages politiques sont révélateurs de ces limites ; ainsi, des résultats de plusieurs entreprises de sondages portant sur un même domaine et sur la même période sont publiés, ce qui permet de les comparer et éventuellement de mettre en évidence certaines divergences ou contradictions concernant une même question.
À titre d'exemple, les résultats comparés des sondages des différents organismes à la même période pour l'élection présidentielle française de 2007 sont significatifs :
| Entreprise de sondages     | Candidat        | Candidat       | Candidat | Candidat        | Candidat          |
| Entreprise de sondages     | Nicolas Sarkozy | Ségolène Royal | Indécis  | François Bayrou | Jean-Marie Le Pen |
| -------------------------- | --------------- | -------------- | -------- | --------------- | ----------------- |
| IFOP                       | 32,5            | 25,5           |          | 16              | 11                |
| Entreprise de sondages CSA | 28              | 29             |          | 17              | 14                |
| BVA                        | 33              | 26             | 21       | 15              | 10                |
| LH2                        | 33              | 25             | 19       | 14              | 13                |
| TNS-Sofres                 | 33              | 26             | 18       | 13              | 12                |
| Moyenne                    | 31,9            | 26,3           | 19,3     | 15              | 12                |
| Écart type                 | 1,4             | 1,4            | 1,2      | 1,4             | 1,4               |

Si l'on considère un intervalle de confiance de 95 %, il faut multiplier les écarts types par 2,8 (3,2 pour les indécis), soit une erreur entre 3,5 et 4,5 points. Si maintenant on fait figurer les intervalles d'erreur, on obtient :
|                     | Nicolas Sarkozy | Ségolène Royal | Indécis | François Bayrou | Jean-Marie Le Pen |
| Moyenne             | 31,9            | 26,3           | 19,3    | 15              | 12                |
| Intervalle d'erreur | 27–36           | 22–30          | 15–24   | 11–19           | 8–16              |

#### Taille des échantillons
La représentativité des échantillons sur lesquels s'appuient bon nombre de sondages publiés dans les médias sont l'objet de vives discussions. Cette question est particulièrement importante dans les cas où les chiffres sont très serrés.
Ces dernières années, il est apparu qu'environ 50 % de la population ne peut pas être sondée car soit elle a seulement un téléphone portable (surtout pour les jeunes), soit parce qu'elle n'est pas présente chez elle aux heures où les sondeurs appellent.
Aujourd'hui un certain retour à la base du sondage de certaines entreprises de sondages qui privilégient la qualité de l'échantillonnage sur les calculs statistiques qui multiplient les marges d'erreur. Ainsi, des études média peuvent comprendre 75 000 interviews (pour la radio). D'autres, peuvent travailler sur des échantillons composés de 50 000 interviews téléphoniques avec des questionnaires qui croisent des données média avec des données de consommation et de fréquentation.
En effet l'insuffisance d'individus d'un échantillon ne peut garantir la véracité des résultats proposés par le sondage. L'idéal, comme le mentionne E. Jeanne (, janvier 2008), est de sonder le maximum de personnes pour apporter la meilleure qualité et donc de réduire les marges d'erreur. Le désintérêt de la population pour les sondages ne facilite pas le travail des entreprises réalisant les études.

#### Questions propres à la méthode des quotas
Si la technique aléatoire était utilisée, le calcul des intervalles de confiance montrerait que des fluctuations aussi faibles doivent inciter à une grande prudence dans leur interprétation. D'autre part il est indiscutable que la méthode des quotas ne satisfait pas la condition rigoureuse d'indépendance à la base des sondages aléatoires, ce qui exigerait en principe d'autres approches de sa précision.
Face à ce problème, la position exprimée systématiquement à l'occasion des campagnes électorales tient en deux points : le calcul des intervalles de confiance est inapplicable et – cela demanderait un minimum de justifications – la méthode des quotas est plus précise que la méthode aléatoire.
Une autre position, plus rarement exprimée, se trouve par exemple sur le site internet d'Ipsos : si on veut fournir une indication sur la validité d'un sondage, on est bien obligé d'utiliser ce qui existe, tout en sachant que ce n'est qu'une approximation.
Il semble qu'il soit possible de renforcer un peu cette position. En effet c'est l'indépendance des réponses, difficile à assurer dans un sondage à l'échelle de la France, qui permettrait le calcul des intervalles de confiance. À l'opposé, on peut imaginer un sondage à prétentions nationales effectué dans un seul quartier, ou une seule entreprise ; celui-ci donnerait évidemment des résultats sans signification pour le pays parce qu'il y aurait probablement de forts liens entre les différentes réponses. La méthode des quotas, en contraignant les enquêteurs à interroger des personnes appartenant à divers milieux, brise un grand nombre de ces liens et ne peut que rapprocher ce type de sondage du sondage aléatoire, sans qu'on puisse mesurer la distance qui existe entre les deux.
En France, les sondages électoraux, contrairement aux autres sondages aux méthodes plus éprouvées, se passent quasiment exclusivement au téléphone fixe alors que certains sondés se sont désabonnés pour ne garder que le téléphone portable, d'autres ne sont guère joignables ou sur liste rouge ce qui induit un biais supplémentaire, dit « biais de sélection ».

### Traitement du sondage

#### Corrections des résultats bruts des enquêtes
Les statisticiens, notamment en matière de sondages politiques opèrent un grand nombre de corrections des données obtenues. Par exemple, les données CVS, corrigées des variations saisonnières, tentent de corriger les effets dus à la saisonnalité du phénomène mesuré. Si certains sont particulièrement évidents - une forte baisse de l'activité économique en août n'est pas le signe d'un effondrement économique - d'autres en revanche sont plus sujets à caution.
En matière de sondages électoraux par exemple, on corrigera certains décalages entre déclaration et réalité des votes passés effectifs. On observe par exemple un décalage entre les déclarations d'intention de vote Front national et les votes réels, plus nombreux. Les statisticiens mesurent cet écart et le reportent pour les mesures suivantes afin de donner un chiffre plus représentatif de la réalité, c'est ce que l'on nomme le « redressement des résultats bruts ». Les détracteurs des sondages considèrent que l'on sort ici de la stricte mesure des déclarations d'intention de vote pour donner un chiffre ayant la prétention d'indiquer ce que les électeurs comptent faire en réalité, d'autant plus qu'aucune entreprise de sondages ne publie les pourcentages réellement exprimés ou leur multiplicateur.

#### Formulation des questions
La formulation de la question peut influencer les réponses.
Une étude menée sur trois sondages effectués au moment du bombardement de la Libye par l'armée américaine en 1986 a par exemple révélé des décalages considérables de réponse en fonction de l'intitulé de la question, certaines étaient particulièrement abstraites citant « l'action américaine contre Kadhafi » alors que de l'autre côté un magazine parlait de l'armée américaine, de bombardements et nommait les villes touchées. Avec la plus abstraite des formulations, l'événement recueillait 60 % d'assentiments, la formulation intermédiaire 50 %, la formulation la plus précise 40 %.
Ce décalage ne pose pas de problème si l'on conserve à l'esprit que les sondages mesurent une réponse à une question et non pas la réalité d'une opinion dans la population. Aux yeux de leurs détracteurs, la confusion apparaît pourtant particulièrement fréquente et très volontiers entretenue par ceux qui commandent les sondages et qui peuvent même choisir de ne pas les publier si les résultats ne correspondent pas à ce qu'ils veulent démontrer.
Il s'avère, dans la réalité du terrain, que plus une question est longue, plus elle comprend de mots et de phrases, moins elle est comprise, et donc plus le résultat est sujet à caution. Alors que quasiment tous les interviewés comprennent facilement des questions courtes.
De même, les questions interronégatives sont moins aisées à comprendre. Ces deux situations font augmenter le taux de NSP (ne se prononcent pas) sur une question.
Afin de formuler des questions qui mesurent avec certitude le concept d'intérêt, Saris et Gallhofer (2007) proposent une procédure en 3 étapes, qui consiste en :
1. Définir si le concept à mesurer est un concept par postulation ou un concept par intuition[15] ;
2. Pour chaque concept par intuition, formuler une affirmation ;
3. Transformer chaque affirmation en une requête de réponse.

Cependant, la majorité des questions dans les sondages sont des questions fermées qui proposent également une échelle de réponse. Il faut donc rajouter à ce processus une étape, qui est celle du choix de l'échelle de réponse. De nombreuses décisions doivent être prises quant à la formulation exacte de l'échelle qui peuvent influencer grandement les réponses, la qualité de ces réponses, et par conséquent aussi les conclusions finales.
Pour aider les chercheurs à décider de la meilleure formulation possible à la fois de la question elle-même et de son échelle de réponse, il existe des livres donnant des consignes générales,. Cependant, parce que les différentes décisions sont en interaction, il est difficile de donner des consignes générales sur la manière de formuler exactement les questions d'un sondage, au-delà de quelques règles basiques (par exemple, les réponses dans l'échelle proposée doivent couvrir toutes les possibilités).
C'est pourquoi Willem Saris et collègues ont développé un programme, appelé Survey Quality Predictor (SQP), qui permet de prédire la qualité des questions en fonction de leurs caractéristiques exactes, et propose des suggestions de comment modifier la question ou son échelle pour améliorer cette qualité. Ce programme peut s'utiliser gratuitement en ligne (at sqp.upf.edu) et permet d'aider les chercheurs à décider de la meilleure formulation possible pour leurs questions, en fonction du concept qu'ils veulent mesurer.

### Méthode du "Rolling"
La technique dite du rolling — « rolling » en anglais — consiste à renouveler une partie de l'échantillon très souvent, ce qui permet de publier le sondage à des intervalles plus rapprochés, grâce à ce renouvellement, le plus souvent partiel.
Par exemple, à partir de mars 2019, l'IFOP réalise un rolling avec un échantillon cumulé de 1 500 personnes renouvelé quotidiennement par tiers,. Harris Interactive procède de même à partir du 26 avril 2019.

## Aspects légaux et réglementaires par pays

### En France

#### Droit des sondages électoraux en France
Le droit des sondages électoraux est dans les années 2010 mieux connu, en particulier, la loi no 77-808 du 19 juillet 1977 les encadrant,, et créant la Commission des sondages, autorité administrative indépendante réunissant des magistrats (Conseil d'État, Cour de cassation et Chambre des comptes).
Sa mission est double: contrôler la qualité et l'objectivité des sondages et publier des correctifs dans les journaux visant à alerter l'opinion publique voire de saisir le juge pénal. 
Cette commission des sondages a développé un droit matériel, visant à garantir le caractère scientifique de la méthodologie suivie, par de nombreuses règles de fond. Ces règles sont applicables à l'élaboration mais aussi aux conditions de publication des sondages électoraux.
Le contrôle est de plus renforcé en période électorale:
- il est interdit de publier des sondages la veille et le jour du scrutin, sous peine d'amende de 75 000 euros[31]. En 1977, c'était toute la semaine le précédant mais l'arrivée d'internet a depuis posé la question de l'harmonisation des horaires de fermeture des bureaux de vote sur le territoire;
- L'article L. 52-2 du code électoral interdit de diffuser les résultats avant 20 heures, sous peine d'amende de 7 500 euros, peu dissuasive.

L'incitation à s’abstenir est particulièrement visée: l'article L 97 prévoit que « ceux qui, à l’aide de fausses nouvelles, bruits calomnieux ou autres manœuvres frauduleuses, auront surpris ou détourné des suffrages, déterminé un ou plusieurs électeurs à s’abstenir de voter, seront punis d’un emprisonnement de deux ans et d’une amende de 15 000 euros ».
Ce régime juridique semble avoir d'abord fait la preuve d'une certaine efficacité. Mais il a ensuite été critiqué pour son manque de transparence:
- les citoyens ont théoriquement le droit de consulter les notices des sondages auprès de la Commission des sondages[34], mais les informations fournies sont peu nombreuses en pratique[35].
- cette pratique discutable a néanmoins été validée par le Conseil d'État[36] au terme d'un raisonnement juridiquement et factuellement très contesté[37].

#### Proposition de loi de 2011
Pour répondre à ces critiques, le Sénat adoptait le 14 février 2011, à l'unanimité, une proposition de loi sur les sondages visant à mieux garantir la sincérité du débat politique et électoral. Certaines propositions visaient à augmenter le niveau d'expertise de la commission des sondages et à étendre son champ d'intervention à ceux qui portent sur des opinions et pas seulement sur des intentions de vote. Cependant, l’Assemblée Nationale est revenue en arrière sur ses propositions et le projet finalement n'a pas abouti. 

#### Société civile
La société civile cherche à exercer, à côté de la Commission des sondages, le rôle de vigie afin que les sondages, dont la publication est protégée par la liberté d'expression et qui peuvent participer à l'amélioration de la démocratie lorsqu'ils sont bien utilisés, soient bien contrôlés. 
Plusieurs sites internet sont consacrés à cette surveillance et permettent de suivre au jour le jour les problématiques liées aux aspects légaux et réglementaires des sondages d'opinion.

#### Réforme de 2002
La loi de 1977  prévoyant l'interdiction des sondages pendant toute la semaine précédant un scrutin, a été modifiée en 2002, le ministre de l'Intérieur de  Daniel Vaillant, faisant valoir que cette interdiction, assortie d'une sanction pénale, était fréquemment détournée, notamment par les sites Internet de presse situés hors du territoire national, comme lors de la présidentielle 1995 puis des législatives de 1997..
La loi de 2002 substitue à l'interdiction d'une durée d'une semaine prévue par l'article 11 de la loi du 19 juillet 1977, une interdiction qui ne commencera à courir qu'à compter de la veille du scrutin, soit le vendredi à minuit. Cette interdiction s'appliquera également aux sondages ayant déjà fait l'objet d'une publication, d'une diffusion ou d'un commentaire avant la veille de chaque tour de scrutin. »

#### Difficultés créées par la jurisprudence

##### Décisions de 1995 et 1999
Le Conseil d’État en 1995 et 1999 et la Cour de cassation en 1996 n'ont pas donné suite aux recours fondés sur l'incompatibilité de l'article 11 de la loi du 19 juillet 1977 et de l'article 10 de la convention européenne de sauvegarde des droits de l'homme et des libertés fondamentales. Cette dernière consacre la liberté d'expression, au sens de liberté de recevoir et communiquer des informations ou idées.

##### Revirement de 2001
La jurisprudence de la Cour de cassation évolue ensuite sur ce point: son arrêt du 4 septembre 2001 estime qu'« en interdisant la publication, la diffusion et le commentaire, par quelque moyen que ce soit, de tout sondage d'opinion en relation avec l'une des consultations visées par l'article premier de la loi du 19 juillet 1977, les textes fondant la poursuite instaurent une restriction à la liberté de recevoir et de communiquer des informations qui n'est pas nécessaire à la protection des intérêts légitimes énumérés par l'article 10-2 de la convention ». Il en résulte que la méconnaissance des dispositions de l'article 11 de la loi du 19 juillet 1977 ne peut plus, aujourd'hui, faire l'objet d'une sanction pénale, quel que soit le moment de la diffusion du sondage.

##### Mise en garde du Conseil supérieur de l'audiovisuel
Le Conseil supérieur de l'audiovisuel a, pour sa part, fait observer dans sa recommandation du 23 octobre 2001, que la diffusion de sondages interdits pourrait être considérée par le Conseil constitutionnel comme de nature à altérer la sincérité du scrutin et avoir donc d'importantes conséquences électorales. 
Le juge de l'élection est en effet naturellement attentif à tout ce qui peut affecter le comportement des électeurs et la diffusion de sondages pendant la période d'interdiction pourrait, en cas de faible écart de voix notamment, valablement motiver l'annulation d'un scrutin.

## Critique

### Principaux biais

#### Biais de négligence de l'électorat jeune et populaire
Les critiques des sondages portent plus sur les questions ne concernant pas une consultation électorale, car les répondants ne sont pas amenés à réfléchir autant aux conséquences de leur réponse et sont surtout moins nombreux en proportion à ne pas dévoiler de réponse. Concernant les consultations électorales, le biais le plus souvent évoqué est de « sous-représenter un électorat moins politisé et moins informé, généralement plus jeune, qui ne se décidera qu’au dernier moment ». Ainsi, en février 2022 comme en février 2017, près de 4 Français sur 10 ne savaient pas encore pour qui voter à la présidentielle, et parmi eux 2 sur 10 pourraient s’abstenir, selon une étude Kantar Public - Epoka. Le biais vient du fait que les instituts mesurent le plus souvent seulement ceux qui ont une certitude d'« intention de vote ». Sur le plan sociologique, les électeurs « qui se décident le plus tard sont essentiellement dans les catégories populaires ». Les sondages ne portent, sauf exception, que sur les personnes « certaines » d’aller voter, en proposant au sondé de se situer sur une échelle de 1 à 10, ce qui réduit parfois l’échantillon des répondants de moitié et le concentre sur un profil sociologique moyen plus socialement favorisé, plus âgé, et plus politiquement motivé que l’ensemble de la population par la politique en général ou par l'actualité du moment.
Par ailleurs, les différents instituts n'ont pas la même définition de la « certitude » d'aller voter: en France, pour Ipsos-Sopra Steria et OpinionWay, seule la note 10 garantit la certitude d’aller voter, alors pour l'Institut Elabe c’est dès le 8. Les intentions de vote des électeurs « certains » d’aller voter écartent les indécis, les incertains, et ceux qui le plus souvent, ou bien dans un contexte particulier, ne se décident que tardivement. Ainsi, « une catégorie d’électeurs passerait systématiquement sous les radars » des instituts de sondages.

#### Biais de non-neutralité des sondeurs
L'impartialité des entreprises de sondages est de plus en plus questionnée. Dès 2007, Le Figaro a constaté un mouvement de concentration des entreprises de sondages, désormais détenues par des groupes financiers. L'entrepreneur Vincent Bolloré, ami proche du Président Sarkozy, détient l'intégralité du capital de CSA-TMO après le rachat des parts de Roland Cayrol tandis que la présidente du MEDEF, Laurence Parisot, était présidente de l'IFOP.
La définition de la problématique, le choix des sujets abordés, la formulation des questions, ne sont plus confiés à la société civile (associations, syndicats, intellectuels) qui possède une réflexion formée sur le sujet mais plutôt à des groupes de presse et de télévision appartenant à des hommes d'affaires.
Deux exemples sont souvent cités :
- François Bayrou a raillé les entreprises de sondages, qui le plaçaient en dessous de Jean-Marie Le Pen le 20 avril 2007[48], alors qu'il a fait 8 points de plus (18,5 % contre 10,5 %) le soir du 1er tour, le 22 avril 2007. En 2012, il réclame que les candidats rendent publics les budgets qu'ils y consacrent et le nom des instituts bénéficiaires[48]. Il dénonce les résultats des instituts Ifop Fiducial et TNS-Sofres-Sopra présentant favorables à Nicolas Sarkozy et François Hollande[48].
- la semaine précédant le deuxième tour de l'élection présidentielle de 2007, les principales entreprises de sondages donnent toutes Nicolas Sarkozy gagnant avec entre 5 et 9 points d'écart avec Ségolène Royal[réf. nécessaire], alors qu'une petite entreprise de sondages, 3C Études, pratiquant la même méthode des quotas, aussi sérieusement, donne Nicolas Sarkozy à égalité avec Ségolène Royal[49].

À la suite de la croissance du nombre de sondages publiés, des sites se proclamant indépendants, comme « Délits d'opinion » ont lancé une pédagogie des enquêtes d'opinion en faisant appel aux professionnels des entreprises de sondages, aux politologues ainsi qu'aux acteurs économiques et politiques.

#### Biais de sélection des candidats
Les sondages peuvent inciter à se présenter à une élection. Ainsi, portés par les sondages, Édouard Balladur et Raymond Barre se sont présentés aux présidentielles de 1995 et 1988, mais ont finalement perdu.
L'alternative à la sélection des candidats par les sondages est le recours à une élection primaire pour désigner le candidat de chaque parti, jusqu'à un an avant l'élection, et permettre aux personnalités et militants de ce parti de s'unir dans la campagne, les divergences ayant été débattues en amont, avant l'élection primaire. À partir de 2011 se sont tenues des élections primaires en France qui ont opté pour le libre accès aux non-adhérents. Le grand nombre de participants, 2,66 millions au 1er tour et 2,86 millions au second pour la Primaire citoyenne de 2011, commune au PS et au PRG, amenant les partis LR, PCD à mettre sur pied cinq ans après la Primaire ouverte de la droite et du centre qui a réuni respectivmeent 4,30 millions et 4,40 millions de participants.

#### Biais dans la fiabilité des réponses
La critique des sondages montre que les réponses apportées par les sondés ne présentent aucune garantie de véracité. Plusieurs phénomènes peuvent biaiser les réponses des sondés qui :
- n'ont pas d'idées formées sur les questions et répondent au hasard, pour le privilège d'être sondé ;
- trouvent le questionnaire trop long, s'ennuient, pensent à autre chose et répondent au plus vite ;
- répondent en fonction des idées qui circulent dans leur entourage proche[52];
- répondent en fonction des résultats qu'ils aimeraient voir publiés ;
- n'assument pas la réalité de leur opinion ou pratique, préférant quelque chose de plus consensuel.

Répondre à un sondage donne la gratification de pouvoir déterminer la réalité sociale, même sans avis personnel jusque là sur la question. Les sociologues ont observé que trois échantillons représentatifs peuvent exprimer des réponses opposées sur un même sujet, en fonction de la façon de poser la question.
Lorsque l'interviewé répond « je ne sais pas » il est parfois sollicité avec insistance car l'enquêteur a pour consigne de le « relancer ». Malgré ce biais, l'addition de toutes les réponses fait comme si elles avaient toutes la même valeur, qu'elles soient spontanées ou obtenues en insistant,.
Les sondages par Internet présentent le biais de représenter plus facilement les personnes motivées par l'actualité.

#### Biais d'interprétation par les médias
Le 6 février 2014 un sondage BVA dans Challenges, diffusé sur BFM TV, mesure ce que pensaient les Français des récentes mesures économiques du président de la République François Hollande. Pour le site de BFM-TV, « le pacte de responsabilité ne convainc pas les Français », alors que pour le site de Challenges, « le "pacte" de Hollande ne convainc qu’à moitié les Français ». À l'inverse, avec les mêmes chiffres, le site du Figaro conclu de son côté que « les Français approuvent le pacte de responsabilité ».
Pour Frédéric Lemaire, dans un article publié en février 2014 sur le site de l'association de critique des médias Acrimed, cette situation illustre la propension des commentateurs médiatiques à « voir le verre à moitié vide, ou à moitié plein » en fonction de leurs intérêts.

### Influences sur la démocratie

#### Effet sur le vote
La sociologie électorale distingue différents effets:
- L'effet bandwagon, ou effet contagion, décrit le phénomène selon lequel la probabilité qu'une croyance, une idée, un comportement, soit adopté augmente en fonction de la proportion d'individus l'ayant adopté auparavant[60].
- L'effet underdog ou effet outsider est l'effet inverse. Littéralement effet challenger, il consiste en une sympathie pour le candidat donné perdant, ou une incitation à se remobiliser pour le camp annoncé dans ce cas[61].
- Les effets humble-the-winner (démobilisation des électeurs qui pensent que le candidat va gagner)[62] et snob-the-loser (démobilisation des électeurs qui pensent que l'élection est perdue)[62].
- L'effet de décalage entre les derniers de sondage et le résultat le soir du vote, avec une atténuation des victoires et une relativisation de la défaite, analysé par Jérôme Sainte-Marie[63].

#### Création d'une «démocratie d'opinion»
Les politologues parlent de l'avènement d'une démocratie d'opinion, ou sondagière, via un lien quasi instantané entre gouvernants et peuple, s'opposant à la démocratie représentative et l'emportant sur les partis politiques et syndicats. Un mouvement social pourrait être ainsi discrédité s’il n’est pas soutenu par une majorité de personnes sondées.
Cet avènement influerait sur la communication politique : coups de communication (petites phrases, vidéos, tweets, interventions au Parlement, dans les médias, dans les manifestations) pour conquérir l'opinion par son image plus que par les idées.
Les hommes politiques seraient amenés à suivre l’opinion majoritaire, plutôt qu'un projet politique réfléchi et cohérent, et à abandonner les mesures discréditées dans les sondages.
Pour Jacques Le Bohec, professeur en sciences de l'information et de la communication, ils « rythment de plus en plus fortement la dramaturgie électorale » et favorisent la démocratie d'opinion car cette forme d'enquête, malgré ses nombreux biais techniques, reste auréolée du prestige du chiffrage.
Les sondages, en transformant une « opinion publique » globalisée en acteur central de la vie politique, sur le thème « les Français pensent que » (dans le cas de la France), favoriseraient le consensus, le conformisme et feraient taire les opinions divergentes, d'où l'accusation d'instrumentalisation et de manipulation. Pour le politologue Patrick Champagne, les sondeurs pourraient correspondre à des « faiseurs d'opinion ».
Ils contribueraient à dicter l'agenda médiatique et à organiser les débats.
Par exemple, la photo d'Alan Kurdi, jeune migrant mort en mer, a donné lieu en France à des sondages immédiats, accusés d'instrumentaliser l'émotion sans effet durable, faisant croire que les Français étaient devenus majoritairement complaisants à l'accueil de réfugiés, ce qui n'a pas été le cas ensuite.

### Histoire de la critique des sondages

#### Années 1930
Les sondages d'opinion politiques naissent après le développement de cette technique en marketing, selon Loic Blondiaux. Le journaliste G.H. Gallup fonde l'« American Institute of Public Opinion » à l'occasion de l’élection présidentielle américaine de 1936. Puis en 1937, l'organisme de recherches Mass-Observation fondé à Londres, lance une série d'enquêtes auprès de centaines de volontaires.
En France, la première enquête d'opinion est lancée en octobre 1938 par l'IFOP (Institut Français d'Opinion Publique) de Jean Stoetzel. Sa revue Sondages demande aux sondés « Faut-il mourir pour Dantzig ? » en juin, juillet et août 1939 et le 22 juillet 1939 paraît dans Paris-Soir le premier sondage d'opinion français diffusé par la presse,. Il est réalisé par le Centre d'études de l'opinion publique, créé par Alfred Max, peu avant que la publication de sondages ne soit interdite par la censure.

#### Années 1940
Les critiques des sondages d'opinion sont anciennes. Dès 1943 Jean Stoetzel dans sa thèse consacrée à la « Théorie des opinions » met en garde contre le caractère parfois dangereux et abusif de l'enquête d'opinion : celle-ci porte en effet sur des éléments souvent éphémères, insincères, vagues ou incompréhensifs et de surcroît traités par des enquêteurs dont la neutralité n'est pas toujours assurée. De plus, sur le fond, l'enquête va à l'encontre de la règle-postulat en sociologie, « à savoir que la motivation consciente de nos actes n'a rien à voir avec leur véritable causalité ». En 1948, un autre psycho-sociologue, Herbert Blumer s'interroge également à leur propos tandis que Bourdieu affirme en 1973 dans un article des Temps modernes « L'Opinion publique n'existe pas ».

#### Années 1960
Les années 1960 voient l'arrivée dans la vie publique du référendum populaire. Les sondages, en suivant le modèle du référendum ont permis de construire une notion d'opinion publique qui demeure une construction idéologique attribuant une et une seule opinion à une société perçue comme un phénomène simple et unifié. Elle n'est pourtant pas une personne, elle est constituée de structures, de groupes aux compétences et aux connaissances variées. La capacité de construire une opinion, de connaître un sujet n'est pas uniformément répartie dans la population. Le sondage donne pourtant une forme prédéfinie à la question et place toutes les opinions sur un pied d'égalité.
À partir de la fin des années 1960, alors que la place des sondages s’accroît considérablement avec l'essor de la communication politique, une loi est promulguée pour réglementer la fabrication et la diffusion des sondages d'opinion en période électorale (loi no 77-808 du 19 juillet 1977, modifiée le 20 février 2002). Le souci du législateur est de protéger la libre détermination du corps électoral d'une influence démesurée des sondages en les interdisant la semaine précédant le scrutin (période ramenée à 1 jour depuis 2002) et en créant une autorité de régulation, la Commission des sondages.

#### Années 1970
En bref, les sciences humaines sont divisées sur la notion d'opinion publique, depuis leurs origines. Pas moins d'une cinquantaine de définitions en ont déjà été données, dont certaines ne pourront jamais être conciliées avec d'autres ce qui semble rendre illusoire de croire qu'il existe une opinion publique simple et établie, ce que pourtant prétendent faire les entreprises de sondages.
Pierre Bourdieu a pointé ce danger dans un article de 1973 intitulé L'opinion publique n'existe pas.